# La Grive-Saint-Alban
La Grive-Saint-Alban est une zone géomorphologique karstique située sur la commune de Saint-Alban-de-Roche, dans le département de l'Isère. Ce lieu, exploité depuis longtemps pour son argile rouge, est connu depuis le XIXe siècle pour la richesse de son gisement en fossiles divers, répartis de l'étage stratigraphique du Bathonien jusqu'à l'époque du Miocène.

## Présentation
La Grive-Saint-Alban est une fracture karstique résultant de l'érosion hydrochimique et hydraulique de formations de roches carbonatées, principalement calcaires. 
Les couches géologiques dévoilent une succession de strates argileuses, passant de l'argile rouge à l'argile silteuse au milieu d'un environnement de marne et de calcaire.
Le changement de composition des fossiles se révèle à travers les différentes couches qui indiquent que le dépôt du remplissage s’est fait en plusieurs étapes. De nombreux changements affectent les faunes de mammifères d’Europe au cours du Miocène (-25 à –5 Ma) en relation au changement climatique majeur conduisant l’Europe vers un climat tempéré.
On distingue plusieurs lieux de remplissage dénommés D, M1, M2, L3, L5 et L7, présentant des variantes d'espèces enfouies à des périodes différentes.
La faune est variée, débris d'ossements, mâchoires, molaires et squelettes de carnassiers, insectivores, rongeurs et ongulés qui révèlent la diversité faunique du miocène. Quelques espèces de Sciuridae, Gliridae, Cricetinae, Mammalia, Rodentia, Democricetodon et de Heteroxerus (écureuil volant) rappellent celles des sites paléontologiques de Vieux-Collonges et de Sansan.
Un fossile d'écureuil géant découvert sur ce site a reçu le nom de Lagrivea en raison du nom de La Grive-Saint-Alban.